# Віват, гардемарини!
«Віват, гардемарини!» — другий радянський фільм 1991 року з серії фільмів Світлани Дружиніної про російських гардемаринів XVIII століття, першим фільмом якої є міні-серіал «Гардемарини, вперед!». Зйомки проходили взимку 1989—1990 років. Прем'єра відбулася 31 серпня 1991 року. За роль у фільмі Дмитро Харатьян був визнаний Кращим актором 1991 року за результатам опитування журналу «Радянський екран».

## Сюжет
1744 рік. Російська імперія. Будучи бездітною, але при цьому бажаючи остаточно закріпити на російському престолі свою — «петровську» лінію династії Романових, імператриця Єлизавета Петрівна вирішує одружити свого привезеного з Прусії племінника Карла Петера Ульріха, названого в Росії «Петром Федоровичем» з якоюсь-небудь знатною, але при цьому бажано не дуже багатою і не дуже свавільною європейською «принцесою».
При цьому сам «Петро Федорович» вже небайдужий до російської придворної красуні Анастасії Ягужинської, проте вона закохана в Олександра Бєлова, який служить в лейб-гвардії імператриці. Імператриця ж пам'ятає участь матері Анастасії — Анни Бестужевої в торішній «розкритій палацовій змові» і тому не надто шанує дівчину. Вона хоче швидше видати Анастасію в шлюб з губернатором далекого Тобольська.
Усамітнившись з Бєловим в мисливському будиночку, Анастасія розповідає йому про все, і Бєлов клянеться, що нікому не віддасть кохану. В цей же час в будиночок навідується розгульна компанія на чолі з нетверезим спадкоємцем російського престолу Петром Федоровичем. Бєлов, замотавши обличчя хусткою, дає жорстку відсіч спадкоємцю, вступає в бій з його супутниками і перемагає. Вони з Анастасією ховаються. Пізніше Петро намагається впізнати Бєлова серед гвардійців тітки-імператриці. Єлизавету інтригує сміливий юнак-гвардієць і його заступництво за Ягужинську, і вона дає Бєлову «секретне доручення державного значення» — таємно привезти в Росію з Прусії ще одних своїх важливих гостей.
Про це дізнається всюдисущий віце-канцлер Бестужев. Він викликає до себе Олексія Корсака — друга Бєлова, який буде складати Олександру компанію в поїздці до Прусії, і доручає стати спостерігачем за Бєловим, погрожуючи в разі відмови Корсаку «засланням на галери» і «Сибіром» — для його дружини і маленького сина за те, що гардемарин Олексій Корсак одружився раніше, ніж дозволяв флотський статут того часу.
Бєлов і Корсак відправляються в дорогу. Анастасія вирушає разом з ними, щоб уникнути примусового шлюбу за відсутності Бєлова. Трійця прибуває до Берліна, де зупиняється у російського посла в Прусії — графа Чернишова. Залишивши тут Анастасію, Олександр і Олексій відправляються за гостями в маленьке містечко Цербст.
У цей час Микита Оленєв в супроводі камердинера Гаврила повертається на зимові канікули в Росію з європейського Геттінгенського університету. Його шлях теж лежить через містечко Цербст. На під'їзді до Цербста він зустрічає юну пруську вершницю з двома супутниками і з першого погляду закохується в чарівну «валькірію». «Валькірія» — німецька принцеса Софія-Августа-Фредеріка, яку всі домашні називають просто Фіке, приїхавши додому, дізнається, що двоє прибулих з Росії привезли їй термінове запрошення в цю північну імперію. Дівчина повинна їхати в Петербург, де її хоче бачити далека родичка — російська імператриця Єлизавета, яка шукає наречену своєму племіннику — теж викликаному з Прусії майбутньому спадкоємцю російського престолу Петру.
У той же вечір в Берліні у французькому посольстві зустрічаються двоє старих друзів: колишній посол Франції в Росії, а нині посол Франції в Прусії — Шетарді і дипломат — шевальє де Брільї. Шетарді повідомляє Брільї, що можлива претендентка на руку майбутнього російського імператора — німецька принцеса Софія-Августа-Фредеріка повинна з дня на день виїхати в Петербург в супроводі матері Йоганни. Де Брільї доручається місія: зачарувати їх і добути який-небудь компромат на Фіке і Йоганну, щоб Франція отримала можливість керувати волею можливої майбутньої дружини російського цесаревича.
З Цербста виїжджає карета герцогині Йоганни і Софії під несправжніми іменами «графинь Рейнбек». Перед цим Бєлова і Корсака замикають в одному з покоїв замку, щоб вони не плуталися під ногами у важливих персон і випадково не збентежили важливу місію важливих дам. Одночасно з Цербста виїжджає карета Микити Оленєва, якому відомо, що вподобана ним «Фіке» їде до Берліна. У лісі дами підбирають «пораненого мандрівника» з Парижа — шевальє Де Брільї, на якого нібито «напали розбійники». Наздогнавший їх Оленєв пропонує свою допомогу. Але пограбування — насправді лише інсценування, з тим щоб Брільї потрапив в карету до «графинь Рейнбек». Тим часом Бєлов і Корсак вириваються з замку в Цербсті і слідують за герцогинею і Фіке.
Після прибуття в Берлін «графині Рейнбек» відправляються на зимовий музичний вечір, який пруський король Фрідріх II влаштовує в своєму літньому палаці Сан-Сусі. Корсак, вбравшись в жіночу сукню, теж їде в Сан-Сусі разом з Анастасією і посольським подружжям Чернишових. У палаці король по черзі конфіденційно наставляє Йоганну і Софію в їхній таємній місії на благо своєї батьківщини — майбутньому шпигунстві в Росії. Корсак підслуховує їх. Також у Йоганни відбувається любовне побачення з Брільї, під час якого він викрадає у герцогині листи короля Фрідріха. Але плани Брільї несподівано руйнуються — поруч з російським послом він бачить свою фатальну любов — Анастасію Ягужинську.
Корсак повертається з палацу і повідомляє, що за Йоганном та Фіке стежить де Брільї. На черговому заїзді друзі вирішують обдурити його: Микита вмовляє «графинь Рейнбек» пересісти в свою карету і відвезти в безпечне місце, а Бєлов і Корсак за допомогою карети герцогині відвернути увагу Брільї. Після зустрічі з Брільї Анастасія вирішує не розлучатися більше з Бєловим і наполягає на тому, щоб він взяв її з собою. У підсумку увагу Брільї відволікають вже троє. Вони заплутують Брільї, його слугу Жака і їх людей на лісовій дорозі. Бєлов, Ягужинська і Корсак ховаються у млині біля річки. Брільї, Жак і їх люди оточують млин, але штурмувати не ризикують. Брільї боїться, що в перестрілці постраждає Анастасія, а також Фіке з матір'ю, які, як він думає, теж тут.
В цей час Йоганна і Фіке знаходяться вже на прикордонному заїжджому дворі, куди їх привіз Микита Оленєв. Вночі він зізнається юній Фіке в любові. Хитра принцеса бере з нього клятву вічної вірності і служіння. Вранці за «графинею Рейнбек» прибуває козачий роз'їзд, щоб доставити їх в Петербург.
У той же самий час біля річки, проникнувши через кільце облоги у млин, Микита з'єднується з Бєловим і Корсаком. Вони готуються до битви. Несподівано Бєлов і Оленєв дізнаються, що Корсак потайки пише звіт про все, що відбувається, Бестужеву. Друзі дорікають Олексію в зраді. Він розповідає про те, як віце-канцлер примусив його шпигувати за Бєловим і Йоганною, але підозри Бестужева були не марні: «графиня Рейнбек» — пруська шпигунка. Тому він завершить свій звіт, і один з них повинен залишитися в живих, щоб доставити його в Петербург. Брільї ж нарешті розуміє, що герцогині у млині немає, і віддає наказ про штурм. У бою Брільї, побачивши, що його слуга цілиться в його кохану, біжить вперед і закриває собою Ягужинську. Жак не встигає зреагувати і стріляє в груди господаря. Між ним і Бєловим зав'язується дуель, в ході якої перший програє, отримуючи сильне поранення шпагою в груди. Приземляючись на коліна, стрілок замертво падає у воду. Ягужинская оплакує вмираючого в неї на руках Брільї…
У Петербурзі імператриця Єлизавета готується до прийому на честь прибулих — герцогині Йоганни Ангальт-Цербстської і її дочки Софії-Августи-Фредеріки. Але всюдисущий Бестужев надає Єлизаветі терміновий звіт про те, які плани насправді виношують високі гості. Єлизавета пред'являє Йоганні і її дочці докази їхньої шпигунської діяльності. Фіке кидається на коліна перед Єлизаветою і зізнається в усьому, але клянеться, що готова служити Росії, стати росіянкою і поміняти свою віру на православну. Єлизавета пом'якшується, наказує не скасовувати свято і народити Фіке як личить нареченій спадкоємця російського престолу. Тим більше, що майбутній наречений сильно нервує і погрожує влаштувати дебош, якщо оглядини скасують або відкладуть на інший час.
На аудієнцію до імператриці і Бестужева, вже призначеного до цього часу канцлером, прибувають Бєлов, Корсак і Оленєв. У палаці на сходах вони зустрічають юну «графиню Рейнбек», але церемонемейстер не дозволяє спробувати закоханому Оленєву обійняти її. І тут друзі нарешті розуміють, що вони супроводжували з Прусії в Росію не просту дочку графині, а майбутню дружину спадкоємця престолу Російської імперії.

## У ролях
- Дмитро Харатьян —  Олексій Корсак
- Сергій Жигунов (озвучує  Олександр Домогаров) —  Олександр Бєлов
- Михайло Мамаєв (озвучує  Андрій Градов) —  Микита Оленєв
- Тетяна Лютаєва (озвучує  Анна Каменкова) —  Анастасія Ягужинська
- Сергій Мигицко —  Жак-Йоахім Тротті Шетарді
- Михайло Боярський —  шевальє де Брільї
- Паул Буткевич —  король Прусії
- Христина Орбакайте — принцеса Ангальт-Цербстська, Софія Августа Фредеріка (Фіке)
- Людмила Гурченко —  герцогиня Йоганна Ангальт-Цербстська
- Володимир Сошальський —  батько Фіке
- Наталія Гундарєва — імператриця Єлизавета Петрівна
- Михайло Єфремов — Петро III
- Леонід Сатановський —  Отто Фрідріх фон Брюммер
- Євген Євстигнєєв — віце-канцлер Олексій Петрович Бестужев
- Сергій Никоненко —  граф Петро Григорович Чернишов
- Лідія Федосєєва-Шукшина —  графиня Катерина Андріївна Чернишова
- Володимир Балон —  Жак
- Ольга Машна —  Софія
- Віктор Борцов —  Гаврила
- Олексій Ванін —  сторож Іван
- Олександра Харитонова —  Шенк
- Герман Качин —  господар заїжджого двору
- Ярослава Турильова —  епізод
- Олексій Лубни —  Сабуров
- Ігор Новосьолов —  Фукс

## Знімальна група
- Автори сценарію:  Ніна Соротокіна,  Юрій Нагібін,  Світлана Дружиніна
- Режисер:  Світлана Дружиніна
- Оператор:  Анатолій Мукасей
- Композитор:  Віктор Лебедєв
- Автор текстів пісень:  Юрій Ряшенцев
- Постановник трюків і фехтування:  Володимир Балон
- Закадровий текст читає:  В'ячеслав Тихонов